# Liga Mistrzyń siatkarek (2008/2009)
Liga Mistrzyń 2008/2009 (oficjalna nazwa Indesit European Champions League) – 9. sezon Ligi Mistrzyń rozgrywanej od 2008 roku, organizowanego przez Europejską Konfederację Piłki Siatkowej (CEV) w ramach europejskich pucharów dla żeńskich klubowych zespołów siatkarskich "starego kontynentu".

## Drużyny uczestniczące
- Scavolini Pesaro
- Colussi Sirio Perugia
- Volley Bergamo
- Eczacıbaşı Zentiva
- Vakıfbank Güneş Sigorta
- Türk Telekom Ankara
- Zarieczje Odincowo
- Dinamo Moskwa
- CAV Murcia 2005
- Tubillete.com Teneryfa
- RC Cannes
- ASPTT Miluza
- Fakro Muszynianka Muszyna
- PTPS Farmutil Piła
- DELA Martinus Amstelveen
- Rijeka Kvig
- Metal Galați
- Poštar 064 Belgrad
- SVS Post Schwechat
- VK Prostějov

## Rozgrywki

### Faza grupowa
awans do play-off
     gospodarz turnieju finałowego

#### Grupa A
Tabela
| Lp. | Drużyna         | Pkt | Mecze | Mecze | Mecze | Sety | Sety | Sety   | Małe punkty | Małe punkty | Małe punkty |
| Lp. | Drużyna         | Pkt | M     | W     | P     | wyg. | prz. | ratio  | zdob.       | str.        | ratio       |
| --- | --------------- | --- | ----- | ----- | ----- | ---- | ---- | ------ | ----------- | ----------- | ----------- |
| 1   | Dinamo Moskwa   | 12  | 6     | 6     | 0     | 18   | 1    | 18.000 | 473         | 336         | 1.408       |
| 2   | Rijeka Kvig     | 9   | 6     | 3     | 3     | 11   | 10   | 1.100  | 440         | 470         | 0.936       |
| 3   | VK Prostějov    | 9   | 6     | 3     | 3     | 11   | 13   | 0.846  | 510         | 517         | 0.986       |
| 4   | CAV Murcia 2005 | 6   | 6     | 0     | 6     | 2    | 18   | 0.111  | 375         | 475         | 0.789       |

Źródło: cev.lu
Zasady ustalania kolejności: 1. liczba zdobytych punktów; 2. wyższy stosunek setów; 3. wyższy stosunek małych punktów.
Punktacja: zwycięstwo – 2 pkt; porażka – 1 pkt
Wyniki
| Data       | Drużyna 1       | Wynik | Drużyna 2       | Sety                              |
| ---------- | --------------- | ----- | --------------- | --------------------------------- |
| 06.11.2008 | CAV Murcia 2005 | 2:3   | VK Prostějov    | 25:21, 21:25, 25:14, 22:25, 13:15 |
| 06.11.2008 | Rijeka Kvig     | 0:3   | Dinamo Moskwa   | 20:25, 17:25, 19:25               |
|            |                 |       |                 |                                   |
| 12.11.2008 | VK Prostějov    | 3:2   | Rijeka Kvig     | 25:14, 24:26, 23:25, 25:20, 15:11 |
| 13.11.2008 | Dinamo Moskwa   | 3:0   | CAV Murcia 2005 | 25:7, 25:20, 25:12                |
|            |                 |       |                 |                                   |
| 09.12.2008 | VK Prostějov    | 1:3   | Dinamo Moskwa   | 19:25, 25:23, 19:25, 17:25        |
| 11.12.2008 | CAV Murcia 2005 | 0:3   | Rijeka Kvig     | 22:25, 22:25, 16:25               |
|            |                 |       |                 |                                   |
| 17.12.2008 | Rijeka Kvig     | 3:0   | CAV Murcia 2005 | 25:19, 25:21, 25:21               |
| 18.12.2008 | Dinamo Moskwa   | 3:0   | VK Prostějov    | 25:18, 25:17, 25:21               |
|            |                 |       |                 |                                   |
| 14.01.2009 | Rijeka Kvig     | 3:1   | VK Prostějov    | 14:25, 25:18, 27:25, 25:19        |
| 15.01.2009 | CAV Murcia 2005 | 0:3   | Dinamo Moskwa   | 21:25, 20:25, 17:25               |
|            |                 |       |                 |                                   |
| 20.01.2009 | Dinamo Moskwa   | 3:0   | Rijeka Kvig     | 25:21, 25:11, 25:15               |
| 20.01.2009 | VK Prostějov    | 3:0   | CAV Murcia 2005 | 25:23, 25:12, 25:16               |

#### Grupa B
Tabela
| Lp. | Drużyna                | Pkt | Mecze | Mecze | Mecze | Sety | Sety | Sety  | Małe punkty | Małe punkty | Małe punkty |
| Lp. | Drużyna                | Pkt | M     | W     | P     | wyg. | prz. | ratio | zdob.       | str.        | ratio       |
| --- | ---------------------- | --- | ----- | ----- | ----- | ---- | ---- | ----- | ----------- | ----------- | ----------- |
| 1   | RC Cannes              | 11  | 6     | 5     | 1     | 16   | 8    | 2.000 | 562         | 526         | 1.068       |
| 2   | Türk Telekom Ankara    | 10  | 6     | 4     | 2     | 13   | 8    | 1.625 | 502         | 442         | 1.136       |
| 3   | Poštar 064 Belgrad     | 9   | 6     | 3     | 3     | 12   | 11   | 1.091 | 501         | 500         | 1.002       |
| 4   | Tubillete.com Teneryfa | 6   | 6     | 0     | 6     | 4    | 18   | 0.222 | 437         | 534         | 0.818       |

Źródło: cev.lu
Zasady ustalania kolejności: 1. liczba zdobytych punktów; 2. wyższy stosunek setów; 3. wyższy stosunek małych punktów.
Punktacja: zwycięstwo – 2 pkt; porażka – 1 pkt
Wyniki
| Data       | Drużyna 1              | Wynik | Drużyna 2              | Sety                              |
| ---------- | ---------------------- | ----- | ---------------------- | --------------------------------- |
| 04.11.2008 | RC Cannes              | 3:2   | Poštar 064 Belgrad     | 21:25, 25:22, 23:25, 25:23, 15:6  |
| 06.11.2008 | Türk Telekom Ankara    | 3:1   | Tubillete.com Teneryfa | 25:12, 22:25, 25:21, 25:23        |
|            |                        |       |                        |                                   |
| 12.11.2008 | Poštar 064 Belgrad     | 3:0   | Türk Telekom Ankara    | 25:18, 25:21, 25:22               |
| 12.11.2008 | Tubillete.com Teneryfa | 1:3   | RC Cannes              | 13:25, 22:25, 29:27, 22:25        |
|            |                        |       |                        |                                   |
| 09.12.2008 | Poštar 064 Belgrad     | 3:0   | Tubillete.com Teneryfa | 25:16, 25:20, 25:19               |
| 09.12.2008 | RC Cannes              | 3:1   | Türk Telekom Ankara    | 25:21, 28:26, 17:25, 25:21        |
|            |                        |       |                        |                                   |
| 17.12.2008 | Tubillete.com Teneryfa | 2:3   | Poštar 064 Belgrad     | 25:23, 19:25, 23:25, 25:21, 14:16 |
| 18.12.2008 | Türk Telekom Ankara    | 3:1   | RC Cannes              | 25:20, 26:28, 25:21, 25:18        |
|            |                        |       |                        |                                   |
| 14.01.2009 | Türk Telekom Ankara    | 3:1   | Poštar 064 Belgrad     | 25:16, 25:22, 25:16               |
| 13.01.2009 | RC Cannes              | 3:0   | Tubillete.com Teneryfa | 25:23, 25:16, 25:20               |
|            |                        |       |                        |                                   |
| 20.01.2009 | Poštar 064 Belgrad     | 1:3   | RC Cannes              | 16:25, 25:19, 23:25, 22:25        |
| 20.01.2009 | Tubillete.com Teneryfa | 0:3   | Türk Telekom Ankara    | 14:25, 20:25, 16:25               |

#### Grupa C
Tabela
| Lp. | Drużyna                   | Pkt | Mecze | Mecze | Mecze | Sety | Sety | Sety  | Małe punkty | Małe punkty | Małe punkty |
| Lp. | Drużyna                   | Pkt | M     | W     | P     | wyg. | prz. | ratio | zdob.       | str.        | ratio       |
| --- | ------------------------- | --- | ----- | ----- | ----- | ---- | ---- | ----- | ----------- | ----------- | ----------- |
| 1   | Volley Bergamo            | 11  | 6     | 5     | 1     | 16   | 9    | 1.778 | 546         | 528         | 1.034       |
| 2   | Vakifbank Günes Stambuł   | 9   | 6     | 3     | 3     | 13   | 13   | 1.000 | 581         | 568         | 1.023       |
| 3   | Fakro Muszynianka Muszyna | 9   | 6     | 3     | 3     | 11   | 11   | 1.000 | 468         | 493         | 0.949       |
| 4   | Metal Galați              | 7   | 6     | 1     | 5     | 8    | 15   | 0.533 | 497         | 503         | 0.988       |

Źródło: cev.lu
Zasady ustalania kolejności: 1. liczba zdobytych punktów; 2. wyższy stosunek setów; 3. wyższy stosunek małych punktów.
Punktacja: zwycięstwo – 2 pkt; porażka – 1 pkt
Wyniki
| Data       | Drużyna 1                 | Wynik | Drużyna 2                 | Sety                              |
| ---------- | ------------------------- | ----- | ------------------------- | --------------------------------- |
| 05.11.2008 | Vakifbank Günes Stambuł   | 2:3   | Volley Bergamo            | 18:25, 25:21, 23:25, 25:18, 12:15 |
| 06.11.2008 | Fakro Muszynianka Muszyna | 0:3   | Metal Galați              | 10:25, 18:25, 14:25               |
|            |                           |       |                           |                                   |
| 12.11.2008 | Metal Galați              | 1:3   | Vakifbank Günes Stambuł   | 16:25, 25:21, 24:26, 23:25        |
| 11.11.2008 | Volley Bergamo            | 1:3   | Fakro Muszynianka Muszyna | 27:25, 20:25, 15:25, 22:25        |
|            |                           |       |                           |                                   |
| 10.12.2008 | Metal Galați              | 2:3   | Volley Bergamo            | 22:25, 25:14, 25:15, 18:25, 11:15 |
| 11.12.2008 | Fakro Muszynianka Muszyna | 3:0   | Vakifbank Günes Stambuł   | 26:24, 27:25, 25:20               |
|            |                           |       |                           |                                   |
| 16.12.2008 | Volley Bergamo            | 3:0   | Metal Galați              | 25:21, 25:18, 25:23               |
| 17.12.2008 | Vakifbank Günes Stambuł   | 3:2   | Fakro Muszynianka Muszyna | 20:25, 25:14, 21:25, 25:22, 15:11 |
|            |                           |       |                           |                                   |
| 14.01.2009 | Vakifbank Günes Stambuł   | 3:1   | Metal Galați              | 22:25, 27:25, 25:14, 26:24        |
| 15.01.2009 | Fakro Muszynianka Muszyna | 0:3   | Volley Bergamo            | 14:25, 24:26, 18:25               |
|            |                           |       |                           |                                   |
| 20.01.2009 | Metal Galați              | 1:4   | Fakro Muszynianka Muszyna | 25:20, 20:25, 17:25, 21:25        |
| 20.01.2009 | Volley Bergamo            | 3:2   | Vakifbank Günes Stambuł   | 26:24, 21:25, 25:19, 26:28, 15:10 |

#### Grupa D
Tabela
| Lp. | Drużyna                  | Pkt | Mecze | Mecze | Mecze | Sety | Sety | Sety  | Małe punkty | Małe punkty | Małe punkty |
| Lp. | Drużyna                  | Pkt | M     | W     | P     | wyg. | prz. | ratio | zdob.       | str.        | ratio       |
| --- | ------------------------ | --- | ----- | ----- | ----- | ---- | ---- | ----- | ----------- | ----------- | ----------- |
| 1   | Colussi Sirio Perugia    | 10  | 6     | 4     | 2     | 16   | 10   | 1.600 | 576         | 508         | 1.134       |
| 2   | Farmutil Piła            | 9   | 6     | 3     | 3     | 13   | 12   | 1.083 | 567         | 548         | 1.035       |
| 3   | Zarieczje Odincowo       | 9   | 6     | 3     | 3     | 11   | 12   | 0.917 | 507         | 518         | 0.979       |
| 4   | Martinus Amstelveen Dela | 8   | 6     | 2     | 4     | 9    | 15   | 0.600 | 481         | 557         | 0.864       |

Źródło: cev.lu
Zasady ustalania kolejności: 1. liczba zdobytych punktów; 2. wyższy stosunek setów; 3. wyższy stosunek małych punktów.
Punktacja: zwycięstwo – 2 pkt; porażka – 1 pkt
Wyniki
| Data       | Drużyna 1                | Wynik | Drużyna 2                | Sety                              |
| ---------- | ------------------------ | ----- | ------------------------ | --------------------------------- |
| 05.11.2008 | Zarieczje Odincowo       | 3:0   | Martinus Amstelveen Dela | 25:19, 25:23, 25:22               |
| 05.11.2008 | Colussi Sirio Perugia    | 3:2   | Farmutil Piła            | 23:25, 21:25, 25:22, 25:10, 17:15 |
|            |                          |       |                          |                                   |
| 11.11.2008 | Farmutil Piła            | 1:3   | Zarieczje Odincowo       | 25:22, 24:26, 20:25, 26:28        |
| 13.11.2008 | Martinus Amstelveen Dela | 3:2   | Colussi Sirio Perugia    | 11:25, 25:23, 25:23, 14:25, 15:11 |
|            |                          |       |                          |                                   |
| 10.12.2008 | Zarieczje Odincowo       | 2:3   | Colussi Sirio Perugia    | 25:15, 20:25, 17:25, 28:26, 13:15 |
| 11.12.2008 | Martinus Amstelveen Dela | 3:1   | Farmutil Piła            | 25:23, 17:25, 28:26, 25:20        |
|            |                          |       |                          |                                   |
| 16.12.2008 | Farmutil Piła            | 3:1   | Martinus Amstelveen Dela | 25:12, 25:18, 25:27, 25:17        |
| 17.12.2008 | Colussi Sirio Perugia    | 3:0   | Zarieczje Odincowo       | 25:18, 25:22, 25:17               |
|            |                          |       |                          |                                   |
| 14.01.2009 | Zarieczje Odincowo       | 0:3   | Farmutil Piła            | 22:25, 23:25, 20:25               |
| 14.01.2009 | Colussi Sirio Perugia    | 3:0   | Martinus Amstelveen Dela | 25:17, 25:17, 25:21               |
|            |                          |       |                          |                                   |
| 20.01.2009 | Farmutil Piła            | 3:2   | Colussi Sirio Perugia    | 25:19, 21:25, 20:25, 25:22, 15:11 |
| 20.01.2009 | Martinus Amstelveen Dela | 2:3   | Zarieczje Odincowo       | 24:26, 25:23, 21:25, 25:17, 8:15  |

#### Grupa E
Tabela
| Lp. | Drużyna                    | Pkt | Mecze | Mecze | Mecze | Sety | Sety | Sety  | Małe punkty | Małe punkty | Małe punkty |
| Lp. | Drużyna                    | Pkt | M     | W     | P     | wyg. | prz. | ratio | zdob.       | str.        | ratio       |
| --- | -------------------------- | --- | ----- | ----- | ----- | ---- | ---- | ----- | ----------- | ----------- | ----------- |
| 1   | Scavolini Pesaro           | 12  | 6     | 6     | 0     | 18   | 2    | 9.000 | 498         | 356         | 1.399       |
| 2   | Eczacıbaşı Zentiva Stambuł | 10  | 6     | 4     | 2     | 13   | 11   | 1.182 | 533         | 482         | 1.106       |
| 3   | ASPTT Miluza               | 8   | 6     | 2     | 4     | 10   | 12   | 0.833 | 430         | 486         | 0.885       |
| 4   | SVS Post Schwechat         | 6   | 6     | 0     | 6     | 2    | 18   | 0.111 | 344         | 481         | 0.715       |

Źródło: cev.lu
Zasady ustalania kolejności: 1. liczba zdobytych punktów; 2. wyższy stosunek setów; 3. wyższy stosunek małych punktów.
Punktacja: zwycięstwo – 2 pkt; porażka – 1 pkt
Wyniki
| Data       | Drużyna 1                  | Wynik | Drużyna 2                  | Sety                              |
| ---------- | -------------------------- | ----- | -------------------------- | --------------------------------- |
| 04.11.2008 | SVS Post Schwechat         | 0:3   | ASPTT Miluza               | 10:25, 20:25, 20:25               |
| 05.11.2008 | Scavolini Pesaro           | 3:0   | Eczacıbaşı Zentiva Stambuł | 25:20, 25:16, 28:26               |
|            |                            |       |                            |                                   |
| 11.11.2008 | Eczacıbaşı Zentiva Stambuł | 3:2   | SVS Post Schwechat         | 25:10, 25:23, 25:27, 16:25, 15:11 |
| 12.11.2008 | ASPTT Miluza               | 1:3   | Scavolini Pesaro           | 13:25, 25:23, 8:25, 21:25         |
|            |                            |       |                            |                                   |
| 10.12.2008 | Eczacıbaşı Zentiva Stambuł | 3:1   | ASPTT Miluza               | 25:14, 25:23, 17:25, 25:12        |
| 10.12.2008 | Scavolini Pesaro           | 3:0   | SVS Post Schwechat         | 25:11, 25:13, 25:17               |
|            |                            |       |                            |                                   |
| 17.12.2008 | SVS Post Schwechat         | 0:3   | Scavolini Pesaro           | 17:25, 16:25, 21:25               |
| 17.12.2008 | ASPTT Miluza               | 2:3   | Eczacıbaşı Zentiva Stambuł | 4:25, 25:21, 19:25, 31:29, 11:15  |
|            |                            |       |                            |                                   |
| 14.01.2009 | SVS Post Schwechat         | 0:3   | Eczacıbaşı Zentiva Stambuł | 14:25, 18:25, 15:25               |
| 14.01.2009 | Scavolini Pesaro           | 3:0   | ASPTT Miluza               | 25:13, 25:17, 25:19               |
|            |                            |       |                            |                                   |
| 20.01.2009 | Eczacıbaşı Zentiva Stambuł | 1:3   | Scavolini Pesaro           | 20:25, 25:22, 17:25, 21:25        |
| 20.01.2009 | ASPTT Miluza               | 3:0   | SVS Post Schwechat         | 25:19, 25:21, 25:16               |

### Play-off

#### Runda 12
| Data       | Drużyna 1               | Wynik | Drużyna 2                  | Sety                              |
| ---------- | ----------------------- | ----- | -------------------------- | --------------------------------- |
| 12.02.2009 | Scavolini Pesaro        | 3:2   | Zarieczje Odincowo         | 24:26, 25:19, 14:25, 26:24, 15:4  |
| 19.02.2009 | Scavolini Pesaro        | 3:0   | Zarieczje Odincowo         | 25:21, 25:15, 25:19               |
|            |                         |       |                            |                                   |
| 12.02.2009 | Farmutil Piła           | 0:3   | Volley Bergamo             | 23:25, 17:25, 23:25               |
| 18.02.2009 | Farmutil Piła           | 0:3   | Volley Bergamo             | 13:25, 23:25, 23:25               |
|            |                         |       |                            |                                   |
| 11.02.2009 | Türk Telekom Ankara     | 3:0   | Rijeka Kvig                | 25:15, 25:19, 25:21               |
| 19.02.2009 | Türk Telekom Ankara     | 3:0   | Rijeka Kvig                | 25:17, 25:19, 25:23               |
|            |                         |       |                            |                                   |
| 11.02.2009 | Poštar 064 Belgrad      | 1:3   | Dinamo Moskwa              | 25:22, 22:25, 22:25, 15:25        |
| 19.02.2009 | Poštar 064 Belgrad      | 0:3   | Dinamo Moskwa              | 20:25, 22:25, 22:25               |
|            |                         |       |                            |                                   |
| 10.02.2009 | RC Cannes               | 1:3   | Fakro Muszynianka Muszyna  | 23:25, 25:15, 22:25, 15:25        |
| 19.02.2009 | RC Cannes               | 1:3   | Fakro Muszynianka Muszyna  | 23:25, 22:25, 27:25, 18:25        |
|            |                         |       |                            |                                   |
| 11.02.2009 | Vakifbank Günes Stambuł | 1:3   | Eczacıbaşı Zentiva Stambuł | 21:25, 16:25, 25:17, 16:25        |
| 18.02.2009 | Vakifbank Günes Stambuł | 2:3   | Eczacıbaşı Zentiva Stambuł | 26:24, 14:25, 25:27, 25:23, 13:15 |

#### Runda 6
| Data       | Drużyna 1                 | Wynik | Drużyna 2                  | Sety                                |
| ---------- | ------------------------- | ----- | -------------------------- | ----------------------------------- |
| 05.03.2009 | Scavolini Pesaro          | 1:3   | Volley Bergamo             | 23:25, 25:21, 22:25, 23:25          |
| 12.03.2009 | Scavolini Pesaro          | 3:1   | Volley Bergamo             | 25:19, 25:13, 23:25, 25:16, (11:15) |
|            |                           |       |                            |                                     |
| 04.03.2009 | Türk Telekom Ankara       | 2:3   | Dinamo Moskwa              | 25:20, 18:25, 25:23, 23:25, 13:15   |
| 12.03.2009 | Türk Telekom Ankara       | 0:3   | Dinamo Moskwa              | 14:25, 18:25, 21:25                 |
|            |                           |       |                            |                                     |
| 05.03.2009 | Fakro Muszynianka Muszyna | 1:3   | Eczacıbaşı Zentiva Stambuł | 23:25, 26:24, 26:28, 20:25          |
| 11.03.2009 | Fakro Muszynianka Muszyna | 0:3   | Eczacıbaşı Zentiva Stambuł | 17:25, 16:25, 22:25                 |

### Turniej finałowy
Perugia

#### Półfinały
| Data       | Drużyna 1      | Wynik | Drużyna 2                  | Sety                       |
| ---------- | -------------- | ----- | -------------------------- | -------------------------- |
| 28.03.2009 | Volley Bergamo | 3:1   | Colussi Sirio Perugia      | 25:15, 23:25, 25:17, 26:24 |
| 28.03.2009 | Dinamo Moskwa  | 3:0   | Eczacıbaşı Zentiva Stambuł | 25:16, 25:16, 25:13        |

#### Mecz o 3. miejsce
| Data       | Drużyna 1             | Wynik | Drużyna 2                  | Sety                       |
| ---------- | --------------------- | ----- | -------------------------- | -------------------------- |
| 29.03.2009 | Colussi Sirio Perugia | 3:1   | Eczacıbaşı Zentiva Stambuł | 25:22, 18:25, 25:22, 25:14 |

#### Finał
| Data       | Drużyna 1      | Wynik | Drużyna 2     | Sety                              |
| ---------- | -------------- | ----- | ------------- | --------------------------------- |
| 29.03.2009 | Volley Bergamo | 3:2   | Dinamo Moskwa | 25:21, 22:25, 14:25, 26:24, 15:10 |

## Klasyfikacja końcowa
| Miejsce | Drużyna                    |
| ------- | -------------------------- |
| złoto   | Volley Bergamo             |
| srebro  | Dinamo Moskwa              |
| brąz    | Colussi Sirio Perugia      |
| 4.      | Eczacıbaşı Zentiva Stambuł |